# La Alamedilla
La Alamedilla là một đô thị ở tỉnh Salamanca, phía tây Tây Ban Nha, cộng đồng tự trị Castile-Leon. Đô thị này có cự ly ? kilômét so với thành phố tỉnh lỵ Salamanca và có dân số 209 người.

## Địa lý
Đô thị này có diện tích 19.34 km².
Đô thị này nằm ở khu vực có độ cao 756 mét trên mực nước biển.
Mã số bưu chính là 37469.